# Némedi Dénes
Némedi Dénes (Debrecen, 1942. augusztus 23. – Vác, 2010. november 1.) magyar szociológus, egyetemi tanár, a Magyar Tudományos Akadémia doktora, az Eötvös Loránd Tudományegyetem (ELTE) Társadalomtudományi Kar professzora, a Szociológia Doktori Iskola alapítója és igazgatója.

## Ifjúkora és tanulmányai
Az általános és középiskolát Egerben végezte, a Dobó István Gimnáziumban érettségizett 1960-ban. Felsőfokú tanulmányait a debreceni Kossuth Lajos Tudományegyetem magyar–történelem szakán kezdte, az első szigorlat után egyszakos történészként folytatta. 1965-ben kapott a KLTE-n történelem szakos középiskolai tanári diplomát. Már egyetemi évei alatt megmutatkozott eszmetörténeti érdeklődése: Szekfű és a magyar felvilágosodás kapcsolatáról, illetve Otto Bauer nemzetfelfogásáról írt ODTK-dolgozatot; egyetemi szakdolgozatának témája az ausztromarxista Karl Renner és Otto Bauer nemzetfelfogása.

## Pályafutása
Az egyetem elvégzése után két tanéven át (1965/1966 – 1966/1967) történelmet tanított a Kossuth Lajos Tudományegyetem Gyakorló Gimnáziumában. 1967-ben állást változtatott abban a reményben, hogy a Debreceni Orvostudományi Egyetem (DOTE) Marxizmus-Leninizmus Intézetében tanársegédként szociológiával foglalkozhat. Bár nem így történt, de egy kisebb szociológiai kutatásba bekapcsolódhatott. Eszmetörténeti érdeklődését sem adta fel: a filozófia oktatása mellett dolgozott a Magyar Szemle reviziós nacionalizmusáról című doktori disszertációján, amelyet 1970-ben a KLTE-n védett meg. A Sub Auspiciis Rei Publicae Popularis (kitüntetéses) doktori  avatására Debrecenben, 1972-ben került sor. A dolgozat legfontosabb fejezeteit ebben az évben a Történelmi Szemle hozta. Az 1960-as évek végétől érdeklődése mindig a történelem, a filozófia és a szociológia határvidékén mozgott. A szociológiával való foglalkozásnak teret talált, amikor 1973-ban tudományos munkatársként az ELTE Bölcsészettudományi Karon akkor alakuló Szociológia Tanszékre került.  S mivel még egy tanéven át a régi munkahelyén is kellett tanítania, csak 1974 őszén költözött Budapestre feleségével.
Az 1973-as tanévtől kezdve 2010-ig, haláláig az ELTE többször nevet és szervezeti keretet váltó (Szociológia Tanszék, Szociológiai, Szociálpolitikai Intézet és Továbbképző Központ, majd a jelenlegi Társadalomtudományi Kar) intézményének tanára volt, befutva a lehetséges tudományos és egyetemi karriert. 1980-tól egyetemi adjunktus, 1985-től egyetemi docens, s miután akadémiai doktorként (1996) habilitált (2000), 2001-ben egyetemi tanárrá nevezték ki.
Mindemellett vezetői tevékenységet is el kellett látnia: volt a nemzetközi kapcsolatokért, az oktatásért felelős intézeti igazgatóhelyettes (1987–1991), tanszékvezető (Elmélettörténeti Tanszék, 1992–1994), intézetigazgató (1994–1996). 1990-től részt vett az 1993-ban indult szociológiai PhD képzés előkészítésében, 1993–1994-től a képzés koordinátora volt, 1994-től irányította az elméleti törzstárgy oktatását. 2000-től haláláig, 2010-ig vezette az ELTE TáTK Szociológia Doktori Iskoláját. 2003 és 2006 között az Egyetemi Tanács, majd a Szenátus választott tagja.

## Tudományos munkássága
A Szociológiai Tanszéken kezdetben oktatási feladatai mellett részt vett egy elit-kutatás előkészítésében, egy értelmiségtörténeti-eszmetörténeti kutatásban is, s ezen az úton jutott el a harmincas évek népi szociográfiájának tudomány-, eszme- és értelmiségtörténeti központú vizsgálatához. Ebből született meg az 1982-ben megvédett kandidátusi disszertációja, amely 1985-ben könyv formában jelent meg A népi szociográfia 1930-1938 címmel. Mindeközben tanulmányozta a szociológia elméletét, történetét és a tudományszociológiát. Német, francia, angol nyelvismeretére alapozva szisztematikusan kutatta a klasszikus szociológia korát, és 1980-tól belekezdett a szociológiatörténet oktatásába. Nem önmagukban a német, francia, amerikai alkotók érdekelték, hanem „a szociológia mint társadalmi képződmény”, a szociológia intézményesülése,  a szaktudományosság megteremtődése, a saját kifejezésével: „a tudományos tudás termelésének módja”. Oktató munkájával párhuzamosan részt vett egy az ünnepi kommunikációt, a hazai nyilvánosság szerkezetváltozásait, az értelmiségi diskurzusokat elemző tanszéki kutatásban is. 1995-től témavezetője volt az Értelmiségi beszédmódok című kutatásnak.
1984-től dolgozataiban túlsúlyba kerültek a szociológiaelméleti cikkek, amelyek előkészületek voltak egy nagyobb lélegzetű, Durkheimről írandó monográfiához. Ennek befejezéséhez lökést adott a párizsi EHESS/CSEC (École des Hautes Études en Sciences Sociales / Centre de sociologie de l’ education et de la culture) kutatóintézetben eltöltött 9 hónap (1991/1992), amikor eredeti forrásokat olvasva elmélyülhetett a durkheimi életműben. Az elkészült kéziratot Az ész társadalmasítása címmel 1994-ben akadémiai doktori értekezésként nyújtotta be, és 1996-ban védte meg. A durkheimi tudásszociológia felvázolására vállalkozó monográfiát még ugyanebben az évben az Áron Kiadó megjelentette. De Durkheim iránti érdeklődése ennek utána is fennmaradt, elkísérte egész pályáján. Monográfiáját maga fordította német nyelvre egy német kiadás reményében. 2000-ben az Új Mandátum adta ki a Társadalomelmélet – elmélettörténet című könyvét, amelyben másfél évtized elmélettörténeti tanulmányait a klasszikus Durkheim és a kortárs Jürgen Habermas köré rendezve gyűjtötte össze.
A 2000-es évek közepén összefoglalta a több, mint két évtizedes szociológiatörténeti tanulmányait. A nagyszabású munka, a Klasszikus szociológia 1890-1945 a Napvilág Kiadónál 2005-ben jelent meg. Megszületését segítette, hogy alkotója 2003 őszén a Fulbright Commission támogatásával három hónapos kutatóúton lehetett az Amerikai Egyesült Államokban, a Yale egyetemen. Az oktatásban máig használt kézikönyv nemcsak Némedi Dénes „munkásságának csúcsteljesítménye”, de „a magyar elmélettörténeti kutatás eddigi legjelentősebb hozzájárulása az egyetemes szociológiatörténethez”.
2003 és 2006 között vezetője volt egy OTKA Tudományos Iskolák kutatási programnak, amelyhez tehetséges, ambiciózus fiatalokat nyert meg. A doktoranduszok dolgozatai nyilvánosságot kaptak a Doktori Iskola folyóiratában, a „kötő-jel”-ben. Közös munkájuk eredményét, a Modern szociológiai paradigmák című impozáns tanulmánykötetet a Napvilág Kiadó 2008-ban publikálta.
2010-ben még ő tervezte és készítette elő az utóbbi években különböző szakmai folyóiratokban rejtőzködő tanulmányainak könyv alakba szerkesztését. Halála után, 2011-ben – munkatársai segítségével – született meg a kötet, amelyet Szociológiai és társadalomelméleti tanulmányok címmel jelentetett meg közösen az ELTE Társadalomtudományi Kar és az ELTE Eötvös Kiadó.
Kutatási és oktatási tevékenységének főbb területei
A klasszikus és modern szociológiai elméletek, szociológiatörténet és tudományszociológia, a nyilvánosság szociológiája, diskurzuselemzés. Halála előtti években oktatói palettáján új színt jelentettek művelődés- és kultúrtörténeti előadásai, amelyekben megmutatkozott interdiszciplináris gondolkodása, a művészetek és irodalom iránti vonzalma.
Tudományos vezetői tevékenysége
1991–1995 között vezette Az értelmiségi mező és az új magyar nyilvánosság szerkezete című OTKA-kutatást. 1996-1998 között egy 7 egyetemet érintő TEMPUS projekt kontraktora, 1997-1998-ban egy francia (Paris VIII.) és magyar (ELTE Szociológiai Intézet) kutatócsoport együttműködésén alapuló Balaton program (Értelmiségi nemzedékek, elitek és politikai szocializáció) magyar vezetője volt. 1998-1999-ben a Bécsi Egyetemmel kooperáló OSI Research Support Scheme kutatást (a NATO csatlakozással kapcsolatos nyilvános reprezentációkról), 2003-2006 között az OTKA Tudományos Iskola programot irányította.
Számos tanulmánya jelent meg hazai és nemzetközi folyóiratokban, tanulmánykötetekben, résztvevője volt hazai és nemzetközi tudományos konferenciáknak. Kapcsolatot tartott német, francia, brit, amerikai, illetve külföldön élő magyar kutatókkal. Különösen élénk volt ez a kapcsolat a francia és brit Durkheim-kutatókkal; a British Center for Durkheimian Studies több konferenciáján vett részt, és tanulmányköteteikben publikált.
Tanulmányútjai
- 1991–1992: EHESS (École des Hautes Études en Sciences Sociales), Paris
- 1994: Freie Universitӓt, Berlin
- 2003: Yale University, New Haven, USA

Vendégelőadásai
- 1989: EHESS, Paris
- 1995: Université Paris VII.
- 1999, 2002: Babeș-Bolyai Egyetem, Kolozsvár
- 2005: Université Paris VIII. (az Erasmus oktatói program keretében)

Tagja volt tudományos társaságoknak
Ezekben vezetői funkciót is betöltött: a Magyar Szociológiai Társaság tagja; 1995–1998: a Társaság folyóiratának, a Szociológia Szemlének szerkesztője; 1997, 2009: Magyar Szociológiai Társaság elnöke; 2010: Magyar Szociológiai Társaság Elnökségének tagja. 1984-től aktív tagként vett részt az ISA (International Sociological Association) Research Committee on the History of Sociology munkájában, konferenciáikon többször tartott előadást. 1995–1999: MTA IX. Osztálya Szociológiai Szakbizottság elnöke; 1997–2001 OTKA Társadalomtudományi Szakkollégium tagja; 2004–2006 MAB Szociológia- és politikatudományok tudományági szakbizottságának elnöke; 2006–2009 MAB Szociológia- és politikatudományok tudományági szakbizottságának alelnöke.

## Díjai, elismerései
- Széchenyi Professzori Ösztöndíj (1997)
- Polányi Károly-díj (2001, 2005)
- A Magyar Köztársasági Érdemrend tisztikeresztje (2006)

## Emlékezete
Az ELTE Társadalomtudományi Szakkollégiumának előadássorozata [Angelusz Róbert és] Némedi Dénes emlékére (2011. 04. 05 – 05. 17.)
Az ELTE TáTK Elmélettörténeti Tanszékének emlékülése (2011. 10. 28.)
A Szociológiai Szemle a 2011. 21/1. száma Elmélet – történet: emlékezés Némedi Dénes munkásságára cím alatt négy tanulmánnyal emlékezik (84-125. o.)
A Magyar Szociológiai Társaság Elnöksége Némedi-díjat alapított, amelyet kétévente olyan fiatal kutatók kaphatnak, akik a szociológiatörténet, illetve a szociológiaelmélet területén kimagasló teljesítményt nyújtottak.
2015-ben az ELTE Társadalomtörténeti Karának Könyvtára felvette a Némedi Dénes nevet.

## Válogatás főbb műveiből
A válogatás alapja:
- http://www.fszek.hu/konyvtaraink/kozponti_konyvtar/szociologiai_gyujtemeny/in_memoriam/?article_hid=3014
- http://www.fszek.hu/konyvtaraink/kozponti_konyvtar/szociologiai_gyujtemeny/evfordulok/nemedi_denes/?article_hid=39896
- https://issuu.com/szociologiaigyujtemeny/docs/nemedi_publikaciok_2018
- https://regi.tankonyvtar.hu/hu/tartalom/tkt/durkheim-durkheim/adatok.html%5B%5D

Könyvek
- Szociológiai és társadalomelméleti tanulmányok. [posztumusz kötet] Budapest: ELTE Társadalomtudományi Kar – ELTE Eötvös Kiadó, 2011, 450 p.
- Klasszikus szociológia 1890-1945. Budapest: Napvilág Kiadó, 2005, 582 p.
- Társadalomelmélet – elmélettörténet. Budapest: Új Mandátum Könyvkiadó, 2000, 280 p.
- Durkheim. Tudás és társadalom, Budapest: Áron Kiadó, 1996, 358 p.
- (Heller Máriával és Rényi Ágnessel) Népesedési viták Magyarországon 1960-1986. KSH Népességtudományi Kutató Intézet, 1990, 125 p.
- A népi szociográfia. Budapest: Gondolat, 1985, 293 p.

Könyvfejezetek
- A nem kizáró közösség – A posztnemzeti állapot. In: Némedi Dénes, Szociológiai és társadalomelméleti tanulmányok (Rényi Ágnes szerk.), Budapest: ELTE Társadalomtudományi Kar – ELTE Eötvös Kiadó, 2011, 324-334. p.
- Szociológusok határmunkán. In: Kutrovácz Gábor, Láng Benedek, Zemplén Gábor (szerk.): Határmunkálatok a tudományban, Budapest: L’Harmattan, 2010, 185-199. p.
- Internal and External Models in Hungarian Sociology. In: Michael Burawoy, Mau-kuei Chang, Michelle Fei-yu Hsieh (eds): Facing an Unequal World: Challenges for a Global Sociology, Taipei: Institute of Sociology at Academia Sinica – Council of National Associations of the International Sociological Association – Academia Sinica, 2010, 207-223. p.
- Az igazságosság kritikája. In: Kiss László (szerk.): A cselekvő értelmiségi. Tanulmányok Huszár Tibor 80. születésnapjára, Budapest: Argumentum – ELTE Társadalomtudományi Kara, 2010, 229-241. p.
- Traditions and Ruptures in Hungarian Sociology 1900-2000. In: Sujata Patel (ed.): The ISA Handbook of Diverse Sociological Traditions, Los Angeles: Sage, 2009, 152-162. p.
- A cselekvéselmélet mint a szociológia „magva”. In: Somlai Péter, Surányi Bálint, Tardos Róbert, Vásárhelyi Mária (szerk.): Látás-viszonyok. Tanulmányok Angelusz Róbert 70. születésnapjára, Budapest: Pallas, 2009, 75-98. p.
- Soziologie: theoretische Anarchie, Paradigmenvielfalt, Transdisziplinarität oder eine neue Form der Wissenschaft? In: Andreas Balog, Johann August Schülein (Hrsg.): Soziologie, eine multiparadigmatische Wissenschaft. Erkenntnisnotwendigkeit oder Übergangsstadium? Wiesbaden: Verlag für Sozialwissenschaften, 2008, 65-80. p.
- Bevezetés: a szociológia problémája – ma. In: Némedi Dénes (szerk.): Modern szociológiai paradigmák, Budapest: Napvilág, 2008, 15-65.
- Jog és tárgyalásos politika. In: Némedi Dénes (szerk.): Modern szociológiai paradigmák, Budapest: Napvilág, 2008, 73-97. p.
- Durkheim és az "erős program" a tudományfilozófiában. In: Fehér Márta, Békés Vera (szerk.): Tudásszociológiai szöveggyűjtemény, Budapest: Typotex, 2005, 133-160. p.
- (Róbert Péterrel): Więcej ewolucji niż rewolucji: socjologia na Węgrzech w latach 1990-2000. In: Janusz Mucha, Mike F Keen (eds.): Piewrsze lata suwerenności. Socjlogia Europy środkowo-wschodniej o krajach tego regionu, Warszawa: Wydawnictwo instytutu Filozofii i Socologii PAN 2004, 87-103. p.
- Durkheim és az individualizmus problémája. In: Tallár Ferenc (szerk.): Az individuum és az európai tradíció, Szombathely: Savaria University Press, 2004, 176-189. p.
- Társadalom és kutatása. In: Kulcsár Kálmán, Bayer József (szerk.): Magyar Tudománytár IV. Társadalom, politika, jogrend, Budapest: NTA Társadalomkutató Központ – Kossuth Kiadó, 2003, 21-24. p.
- Nation, Europe, NATO. In: András Kovács, Ruth Wodak (eds.): NATO, Neutrality and National Identity: The Case of Austria and Hungary, Wien: Böhlau Verlag, 2003, 201-230. p.
- (Róbert Péterrel) More Evolution than Revolution: Sociology in Hungary, 1990-2000. In: Mike Forrest Keen, Janusz L. Mucha (eds): Sociology in Central and Eastern Europe. Transformation at the Dawn of a New Millenium, Praeger: Westport, Connecticut, 2003, 73-86. p.
- (Róbert Péterrel) Sociology – Hungary. In: Max Kaase, Vera Sparschuh (eds): Three Social Science Disciplines in Central and Eastern Europe. Handbook on Economics, Political Science and Sociology (1989-2001), Budapest–Berlin: Social Science Information Centre – Collegium Budapest, 2002, 437-451. p.
- A társadalom mint kritikai kategória. In: Pál Eszter (szerk.): Útközben. Tanulmányok a társadalomtudományok köréből Somlai Péter 60. születésnapjára, Budapest: Új Mandátum, 2001, 9-22. p.
- A társadalmi munkamegosztásról: utószó. In: Durkeim, Emile: A társadalmi munkamegosztásról, Budapest: Osiris Kiadó, 2001, 405-435.
- A szociológiatörténet hasznáról. In: Iványi E., Solymosi Zs. (szerk.): Írások Huszár Tibor 70. születésnapjára, Budapest: ELTE Szociológiai Intézet, 2000, 271-284. p.
- Parsons Reads Durkheim. In: Staubmann, Helmut; Wenzel, Harald (szerk.): Talcott Parsons. Zur Aktualität eines Theorieprogramms, Österreichische Zeitschrift für Soziologie Sonderband 6. Wiesbaden: Westdeutscher Verlag, 2000, 157-172. p.
- A change in ideas: collective consciousness, morphology and collective representations. In: Pickering, WSF (szerk.): Durkheim and Representations. New York, London: Routledge, 2000, 83-97. p.
- Durkheim és a szociológia története. In: Némedi Dénes: Társadalomelmélet – elmélettörténet, Budapest: Új Mandátum Könyvkiadó, 2000, 110-126. p.
- Parsons Durkheimet olvassa. In: Némedi Dénes: Társadalomelmélet – elmélettörténet, Budapest: Új Mandátum Könyvkiadó, 2000, 127-144. p.
- A kommunikatív cselekvés elméletének vitája. In: Némedi Dénes: Társadalomelmélet – elmélettörténet, Budapest: Új Mandátum Könyvkiadó, 2000, 209-225. p.
- Empirikus társadalomkutatás a tizenkilencedik század végéig. In: Felkai Gábor (szerk.): A szociológia kialakulása, Budapest: Új Mandátum, 1999, 429-454. p.
- Auguste Comte: A szociológia megalapítója? In: Felkai Gábor (szerk.): A szociológia kialakulása, Budapest: Új Mandátum, 1999, 224-247. p.
- Change, innovation, creation: Durkheim's ambivalence. In: N.J. Allen, W.S.F. Pickering, W. Watts Miller (eds): On Durkheim's Elementary Forms of Religious Life, London and New York: Routledge, 1998, 162-175. p.
- Das Problem des Todes in der Durkheimschen Soziologie. In: Klaus Feldmann, Werner Fuchs, Heinritz (Hrsg.): Der Tod ist ein Problem der Lebenden. Beiträge zur Soziologie des Todes, Frankfurt a. M.: Suhrkamp (stw 1214), 1995, 59–79. p.
- (Heller Máriával és Rényi Ágnessel) Structural changes in the Hungarian public sphere under state socialism. In: Adam B. Seligman (ed): The Transition From State Socialism In Eastern Europe: The Case of Hungary (Comparative Social Research, Vol. 14.), Greenwich, Conn. – London: JAI Press, 1994, 157-171. p.
- Sociologists', Sociographers, and 'Liberals': Hungarian Intellectuals Respond to Fascism. In: Stephen P. Turner, Dirk Kaesler (eds): Sociology Responds to Fascism, London and New York: Routledge, 1992, 155-171. p.
- (Heller Máriával, Rényi Ágnessel) A magyar nyilvánosság szerkezetváltozásai a Kádár-rendszerben. In: Somlai Péter szerk.): Értékrendek és társadalmi-kulturális változások: (Válogatott tanulmányok), Budapest: ELTE Szociológiai Intézet, 1992. 109-118. p.
- A "helyrehozó" forradalom gondolata Habermasnál. In: Bozóki András, Csapody Tamás, Csizmadia Ervin, Sükösd Miklós (szerk.): Csendes? Forradalom? Volt?, Budapest: Twins, 1991, 87-94. p.
- Die ungarische Gesellschaft im Spiegel der ungarischen Soziologie. In: Heiner Timmermann (Hrsg): Ungarn nach 1945, Saarbrücken: Verlag Rita Dadder, 1990, 169-186. p.
- Habermas und das Problem der normativen Basis der Kritischen Theorie. In: Ph.v. Engeldorp Castelaars, Sl. Magala, O. Preuss (eds): Critics and Critical Theory in Eastern Europe, Rotterdam: Universitaire Pres, 1990, 129-165. p.
- Adalékok a nyilvánosságfogalom kritikájához. In: Logosz. Tanulmánykötet (Huszár Tibor 60. születésnapjára), Budapest: ELTE Szociológiai és Szociálpolitikai Intézet, 1990, 113-129. p.
- A népi szociográfiák és a társadalmi reform kérdései. In: Pintér István (szerk.): Fél évszázad múltán a Márciusi Frontról, Budapest: Reform, 1989, 173-178. p.
- Tard und Marienthal. In: Josef Langer (Hg.): Geschichte der österreichischen Soziologie. Konstituierung, Entwicklung und europäische Bezüge, Wien: Verlag für Gesellschaftskritik, 1988, 143-154. p.
- Válogatás Talcott Parsons cselekvéselméleti írásaiból. Előszó. In: Rényi Ágnes (szerk.): Válogatás Talcott Parsons cselekvéselméleti írásaiból, Szociológiai Füzetek 38. Budapest: Művelődési Minisztérium, 1985. 5-15. p.
- Habermas: A kollektív cselekvés elmélete. In:(szerk. Heller Mária, vál. Rényi Ágnes, Somlai Péter, az összefoglalásokat írta Némedi Dénes, Somlai Péter), Budapest: ELTE Filozófiai Oktatók Továbbképző és Információs Központja és ELTE Szociológiai Intézet és Továbbképző Központ, 1985, 263 p.
- Comments on the Theory of Ideology. In: L. Hanninen, L. Paldan (eds.): Rethinking Ideology: A Marxist Debate, Berlin: Argument Verlag, 1983, 23-26. p.

Tanulmányok folyóiratokban
- Durkheim és az innováció. Szociológiai Szemle, 2011. 21 (1), 70-83. op.
- Durkheim and Innovation. Review of Sociology (Budapest), 2010. 16 (2), 4-16. p.
- Durkheim és a tudományos cserék. Szociológiai Szemle, 2009. 19 (1), 4-15. p.
- Durkheim and Scientific Exchanges. Review of Sociology (Budapest), 2009. 15 (2), 5-17. p.
- A szállodakulcs, avagy a szavak és a dolgok – no és az emberek. BUKSZ (Budapesti Könyvszemle), 2009. 21 (1), 63-72. p
- Durkheim in Hungary with an Appendix: Durkheim’s Intervention in the HSZ Inquiry on Universal Suffrage. In: Cahiers d’Études Hongroises 14, 2007/2008. Temps, Espaces, Langages. La Hongrie à la croisée des disciplines, Paris: L’Harmattan, 2008. Tome II, 159-187. p.
- Durkheim Magyarországon. Szociológiai Szemle, 2007. 17 (3-4), 149-174. p.
- A civil társadalom és a társadalomtudományok. Megjegyzések Burawoy közszociológiai programjához. Replika, 2006. 54-55. sz., 97-103.
- The Kabyle Paradigm. Review of Sociology (Budapest), 2005. 11 (1), 35-48. p.
- A kabil paradigma. Szociológiai Szemle, 2004. 14 (3), 23-35. p.
- Putnam és Weber – tény és érték. Századvég (új folyam), 2004. 2. (32.), 161-175. p.
- Még egyszer a sikeres évszázadról. Szociológiai Szemle, 2002. 12 (3), 168-182. p.
- A szociológia egy sikeres évszázad után. Szociológiai Szemle, 2000. 10 (2), 3-16. p.
- L'image ambivalente de l'Europe. La place de l'Europe dans le cycle des fètes nationales hongroises. Tumultes, 1999. no. 12, 179-201.
- The Chances of Good Life, Budapest Review of Books, 1999. 9 (2-3), 47-54. p.
- A megismerés érdeke. BUKSZ (Budapesti Könyvszemle), 1998. 18 (1), 19-26.
- Megjegyzések Tardos Róbert "Szociológiai válaszkísérletek a mikro-makro problémára" című tanulmányához. Szociológiai Szemle, 1998. 8 (2), 83-88. p.
- Axel Honneth: Elismerés és megvetés. BUKSZ (Budapesti Könyvszemle), 1998. 10 (4), 390-397. p.
- Újra kell-e gondolni a szocialitás fogalmát? Magyar Pszichológiai Szemle, 1997/1998. 5-6, (37), 411-420. p.
- Durkheim and His Audience. Durkheimian Studies/Etudes Durkheimiennes, 1997. n.s., 3, 73-82. p.
- Durkheim Németországban. Acta Universitatis Debreceniensis de Lodovico Kossuth Nominatae Series Historica XLIX. Történeti tanulmányok V. (Szerk. Solymosi László, Takács Péter), KLTE Debrecen, 1997. 147-158. p.
- Minek a történet? Replika, 1996. 23/24, 173-181. p.
- (Róbert Péterrel): A szociológia diszciplináris helyzete Magyarországon. Beszámoló az MTA IX. Osztálya számára, Szociológiai Szemle, 1995. 4. sz. 57-72. p.
- (Heller Máriával és Rényi Ágnessel) Populist Discursive Strategies under State Socialism: The Demographic Debates. Journal of Popular Culture, 1995. 29 (2, Fall), 129-141. p.
- Remarks on the Role of Peasants in Hungarian Ideology. Journal of Popular Culture, 1995. 29 (2, Fall), 67-75. p.
- (W.S.F. Pickeringgel) Durkheim's Friendship with the Philosopher Octave Hamelin: together with Translations of Two Items by Durkheim. Introduction. British Journal of Sociology, 1995. 46 (1. March), 107-125. p. — újra megjelent in: Jainendra Kumar Jha, Jha J.K, (ed.) Encyclopaedia of Teaching of Sociology, Anmol Publications PVT. LTD., 2001. 1-6. p — újra megjelent in: Ivan Strenski (ed): Emile Durkheim, Aldershot: Ashgate, 2010, 81-99. p.
- Collective Consciousness, Morphology, and Collective Representations: Durkheim's Sociology of Knowledge, 1894-1900. Sociological Perspectives, 1995. 38, 41-56. p.
- Család, korporáció, állam. A 'tudat' kommunikatív felfogása Durkheimnél. Szociológiai Szemle, 1993. 3 (3-4), 81-99. p.
- Durkheim and Hamelin. Sociological Review (Szociológiai Figyelő, Budapest), 1991. 7 (2), 101-118. p.
- Durkheim and the "Strong Programme" in the Philosophy of Science. Revue européenne des sciences sociales, 1990. 28, No. 88., 55-75. p • Durkheim and Modern Sociological Action Theory. Social Science Information, 1990. 29, 211-248. p.
- Ungarische und österreichische Soziographie. Ein Vergleich der Untersuchungen von Tard und Marienthal. Soziographie. Blätter des Forschungskomitees 'Soziographie' der Schweizerischen Gesellschaft für Soziologie, Nr. 3, November 1989. 3-12. p.
- A kritikai elmélet normatív bázisának problémája Habermasnál. Medvetánc, 1988. 8 (2-3), 3-32.
- Durkheim és a modern cselekvéselmélet. Szociológia, 1988. 18 (3), 275-304. p.
- Durkheim és az "erős program" a tudományfilozófiában. Filozófiai Figyelő, 1988. 10 (3), 39-58. p.
- The Contributions of Ferenc Erdei to the Theory of Peasantry. History of Sociology, 1985. 6 (1, Fall), 87-101. p.
- Subjekt, Rationalität und soziale Ordnung. Das Argument 159, 1986. 28, 694-702. p.
- Das Prinzip der Wertfreiheit in der Soziologie. In: Annales Universitatis Scientiarum de Rolando Eötvös Nominatae Sectio Philosophica et Sociologica, 1985. 19, 171-192. p.

Szerkesztések, válogatások
- Modern szociológiai paradigmák. Budapest: Napvilág, 2008, 616 p.
- Durkheim, Émile: Az öngyilkosság: szociológiai tanulmány. (szerk. Némedi Dénes, ford. Józsa Péter), Budapest: Osiris, 2003, cop. 2000, 430 p.
- Durkheim, Émil: A társadalmi munkamegosztásról (szerk. és az utószót írta Némedi Dénes, ford. Csákó Mihály), Budapest: Osiris, 2001, 435 p.
- Közelítések: szociológiai tanulmányok. (szerk. Némedi Dénes), ELTE Sociológiai, Szociálpolitikai Intézet és Továbbképző Központ, 1991, 235 p.
- Társadalmi válság és társadalomkutatás: válogatás a nyolcvanas évek lengyel szociológiájából. (szerk. Némedi Dénes, összeállította és a bevezetőt írta Tamás Pál, ford. Cservenits Jolán és Berkes Ildikó), Budapest: ELTE Szociológiai, Szociálpolitikai Intézet és Továbbképző Központ, Szociológiai Füzetek 44. 1988, 106 p.
- Talcott Parsons a társadalmi rendszerről. Szociológiai Füzetek 45, 1988, 111 p.
- Válogatás Niklas Luhmann írásaiból. (szerk. Némedi Dénes, vál. és az előszót írta Pokol Béla, ford. Felkai Gábor), Budapest: Művelődésügyi Minisztérium Marxizmus-Leninizmus Oktatási Főosztály, Szociológiai Füzetek 42, 1987, 144 p.
- Válogatás Talcott Parsons cselekvéselméleti írásaiból. Szociológiai Füzetek 38, 1985, 104 p.
- A régi szociográfia: dokumentumok 1934-1940; programok, módszerek, kritikák. (szerk. és a bevezetőt írta Némedi Dénes), Budapest: Népművelési Intézet, 1984, 142.
- Az értékmentesség elve a szociológiában (Kísérlet a probléma felvázolására). Valóság, 1984. 27 (1), 30-43. p.

Kongresszusi előadások
- Hungarian Sociology between External and Internal Models, Facing an Unequal World. Challenges for Sociology, Conference of the ISA Council of National Associations, March 23-25, Taipei, 2009.
- Durkheim en Hongrie, Colloque Temps, espaces, langages: la Hongrie à la croisée des disciplines. Objets et méthodes, Université Sorbonne Nouvelle, Centre interuniversitaire d’études hongroises, Paris, 2006. december 7-9.
- Soziologie: multiparadigmatische Wissenschaft oder Übergang in die Transdisziplinarität? Kongreß 2005 der Österreichischen Gesellschaft für Soziologie (Den Stillstand bewegen. Praxis der Soziologie), Wien, 2005. 09.
- A szociológia egy sikeres évszázad után, MTA IX. Osztálya Tudományos ülésszaka, Budapest, 2000. 05.
- Parsons Reads Durkheim, Conference on Talcott Parsons: Current Relevance of a Theory Program, University of Innsbruck, 1999.
- Durkheim as a Historian of Sociology, Conference of the Research Committee on the History of Sociology, Amsterdam, 1996.
- Durkheim’s Epistemology in The Elementary Forms: The Use of Political Arguments, Conference on Durkheim’s Elementary Forms, The British Centre for Durkheimian Studies, Oxford, 1995.
- National holidays and the Political Transformation, Congress of the International Political Science Association, Berlin, 1994.
- Blockade und Zivilgesellschaft, Konferenz: Politik der Lebenstile, Freie Universität, Berlin, 1991.
- Durkheim and Hamelin, XII. World Congress of Sociology, Madrid, 1990.
- Habermas und das Problem der normativen Basis der Kritischen Theorie, Conference: Critical Theory Today, Erasmus University, Rotterdam, 1989.
- Durkheim and modern sociological action theory,  Conference of the Research Committee on the History of Sociology, Madrid, 1988.
- The contributions of Ferenc Erdei to the theory of peasantry, Conference of the Research Committee on the History of Sociology, München, 1984.
- On the theory of ideology, Conference: Rethinking Ideology, Freie Universität, Berlin (West), 1982.

Tudományos szemináriumi előadások
- Die ungarischen „népiek” (Volkstümler) über das Dorf und die Deutschen, Das Dorf in den Literaturen Südosteuropas (19-20. Jahrhundert), Internationale Tagung des Instituts für deutsche Kultur und Geschichte Südosteuropas e.V. an der Ludwig.Maximilians-Universität München, Eisenstadt, 24.-26. September 2009.
- (Róbert Péterrel) The Hungarian Sociology in the Nineties, Seminar on the East-European sociologies, Torun, 2001. május
- Images de l'Europe dans les discours du Président de la République hongroise, CNRS-LAIOS: L'Europe à l'épreuve de l'élargissement: models européenes et pratiques locales, Paris, 25-27 octobre 2000.
- Nation, Europa, NATO (Die Reden des Staatspräsidenten 1990-1997), ZIIS Wien, 1999. április
- La représentation de l'"Europe" et les fètes nationales, Université Paris VIII Saint Denis, 1997.
- Sociologie et philosophie chez Durkheim, UFR de Sciences Sociales de l’Université Paris 7 – Denis Diderot, 1995.
- Durkheim und die Institutionaliserung der Soziologie, Seminar am Forschungsschwerpunkt Wissenschaftsgeschichte und -theorie, Berlin, 1995.
- Demographic Debates in Hungary, Seminar on Symbolic Institutionalisation and Public Conflict Discourses, Osteuropa–Institut der Freien Universität, Berlin, 1993.
- Sociologie et philosophie chez Durkheim, Ecole des Hautes Etudes en Sciences Sociales, Paris, 1992.
- Durkheim and the 'Strong Programme' in the Philosophy of Science, The Actuality of Sociological Classics, Seminar at the European University Institute, Firenze, 1986.